# Novos tigres asiáticos

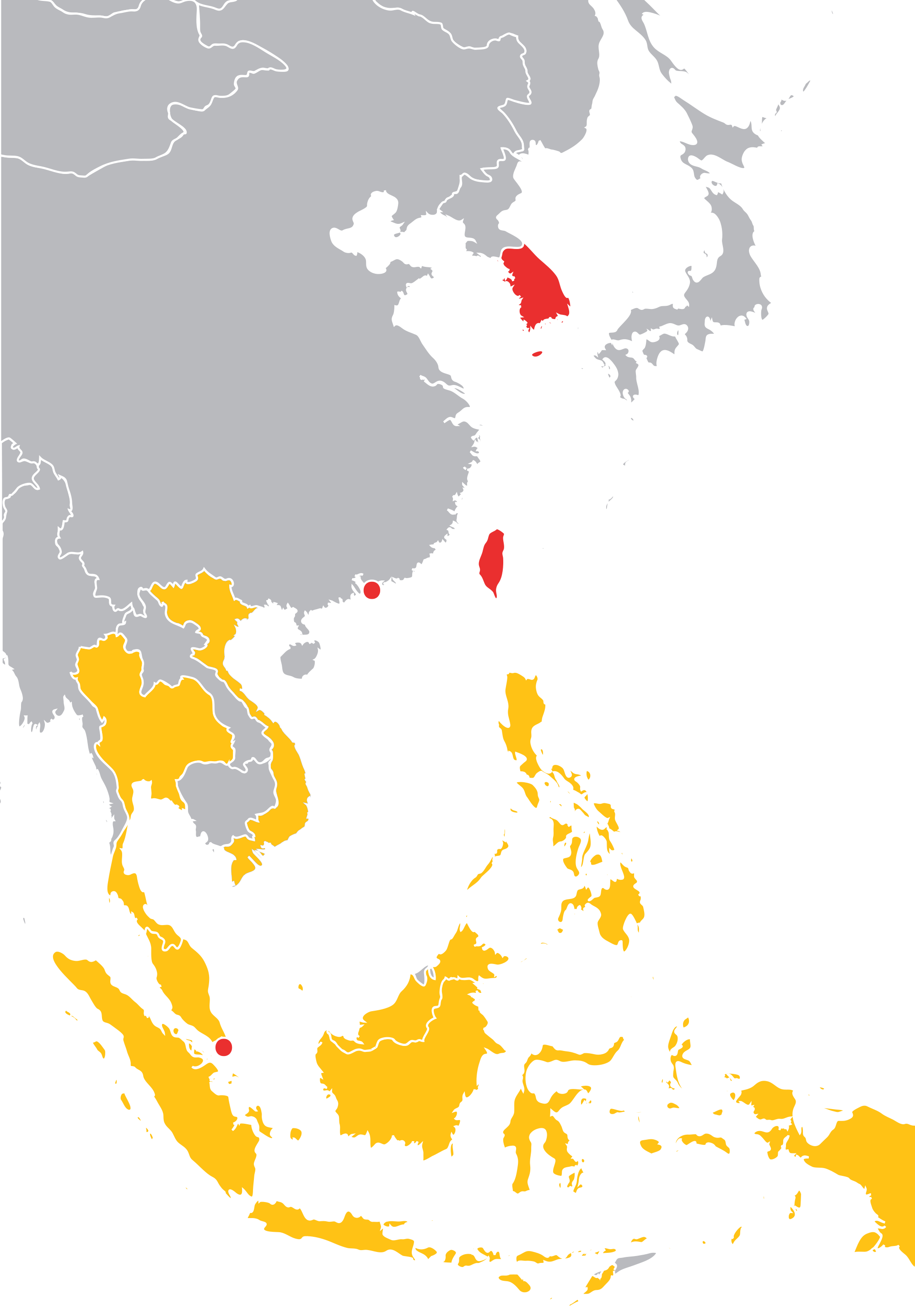
Os Novos Tigres Asiáticos (em amarelo) e os "Velhos Tigres" (em vermelho).

Novos tigres asiáticos é um termo que refere-se às economias dos cinco países do Sudeste Asiático que experimentaram um grande crescimento nas suas economias, seguindo a tendência que ocorreu aos tigres asiáticos tradicionais. Compõem este grupo:
- Filipinas;
- Indonésia;
- Malásia;
- Tailândia[2];
- Vietnã[3][4][5].

Essas economias seguiram o ciclo experimentado pelos quatro primeiros tigres: Honguecongue, Singapura, Coreia do Sul e República da China (Taiwan).
Podem ser denominados na literatura econômica como jovens tigres, filhotes de tigres, ou tigres asiáticos, passando o grupo dos "velhos tigres" a se chamarem "dragões asiáticos".

## Características
Os novos tigres têm uma economia centrada na exportação de produtos para nações altamente industrializadas. Em muitos casos, políticas fiscais foram implementadas para que a população local fosse desencorajada a consumir produtos de outras nações, semelhante a política adotada pelo Japão durante o milagre econômico.
Os Novos Tigres optaram por dar isenção fiscal (diminuição de impostos) para que multinacionais se instalassem em seus territórios. Numa direção puramente neoliberal, flexibilizaram as leis trabalhistas e ambientais, além de forçar a massa salarial para que permanecesse extremamente baixa, dando espaço para uma maior lucratividade para as empresas.
Nos Novos Tigres há crescimento econômico, mas ao contrário dos "Velhos Tigres", não há um desenvolvimento econômico e distribuição de renda de fato (neste fator com exceção do Vietnã), pois os indicadores sociais dos referidos países, após mais de 30 anos de crescimento acelerado, ainda permanecem baixos.
Todos os novos tigres asiáticos são países recém-industrializados. A Indonésia, o Vietnã e as Filipinas estão incluídos na lista das economias Next eleven da Goldman Sachs, e todos estão incluídos na lista das 50 maiores economias em 2050, formulada pelo banco HSBC.